# 관수로

층류(laminar flow)는 포물선 유속 분포, 난류(turbulent flow)는 평활화된 유속 분포를 보인다

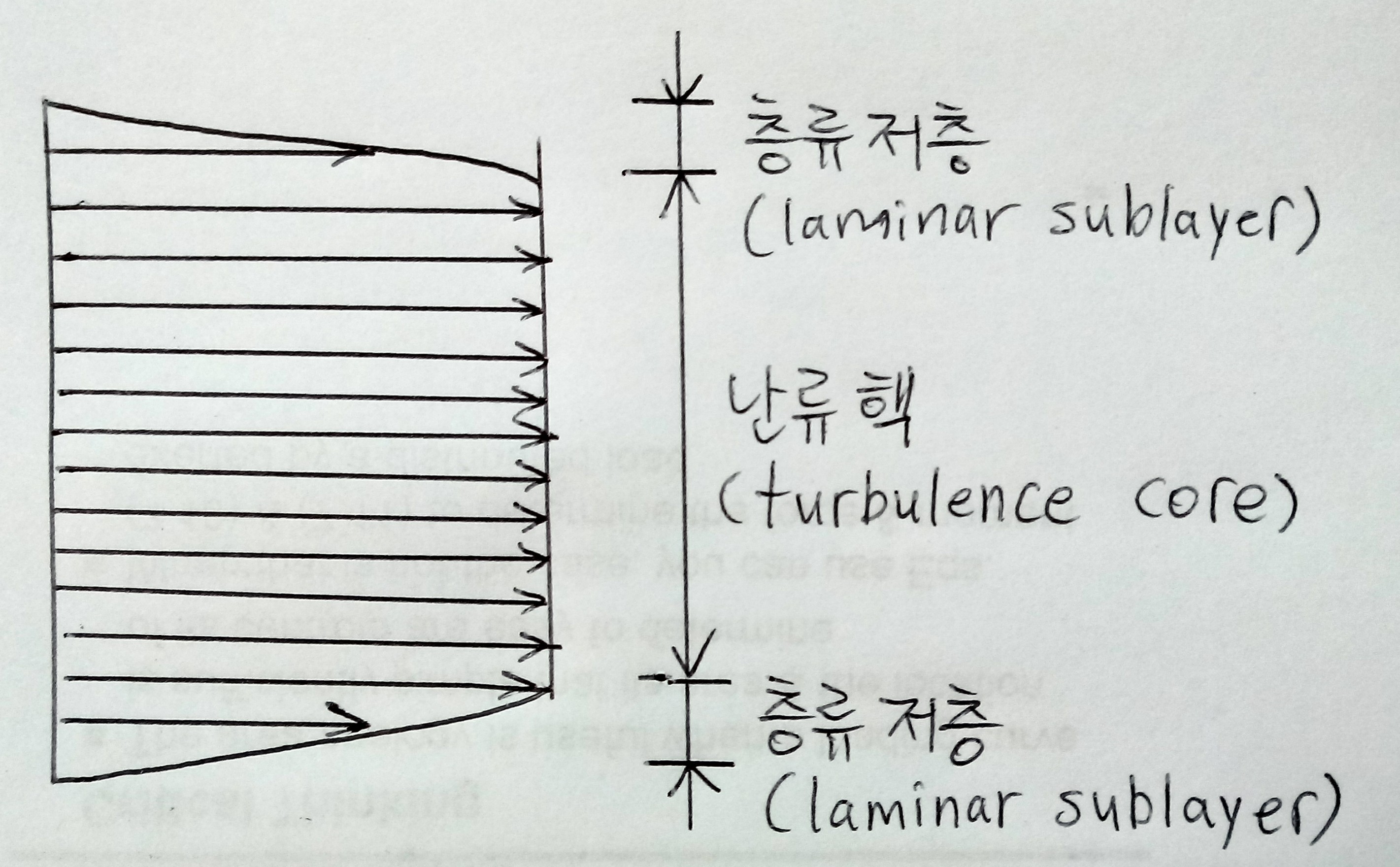
난류의 흐름 형상에서, 가장자리의 미소 구간은 층류 저층(laminar sublayer), 중앙의 평활화된 구간은 난류핵(turbulence core)라 한다

관수로(管水路)란 수로 내의 액체가 공기와 맞닿는 면이 없는, 즉 자유 수면이 없는 수로를 말한다. 쉽게 말하면 폐쇄된 관이 꽉 차 있으면 관수로라고 한다. 반대되는 개념은 개수로이다. 관수로의 흐름은 압력차에 의해 발생된다. 정상류이면서 비압축성이라 가정할 때, 실제 유체에서는 점성이 존재하기 때문에 관벽에서 점성에 의한 마찰력이 발생하고, 수두 손실이 생기게 된다. 따라서 관수로에서의 유체의 흐름 형상은 관 단면의 어떤 지점인지에 상관없이 일정한 것이 아니라, 위치에 따라 형상이 변하게 된다.
흐름 형상이 포물선인 경우를 층류, 흐름 형상이 가장자리는 층류 저층(laminar sublayer)이 존재하고, 층류 저층 사이는 평활화된 경우를 난류라고 한다. 이때 층류 저층은 아주 미소한 구간에서 나타나게 된다. 난류의 두 층류 저층 사이 평활화된
구간은 난류 핵(turbulence core)라고 한다.
두 가지 흐름 형상을 구분하는 지표로 레이놀즈 수(Re)를 사용한다. 원형 관의 경우 레이놀즈 수가 2100 이하이면 층류, 2900에서 4000 사이이면 천이 영역, 4000 이상이면 난류라고 한다. 명확한 구분은 없어서 어떤 경우는 2000에서 4000 사이를 천이 영역으로 보기도 한다.
층류와 난류 모두 관벽에서는 유속이 0이다. 이것을 비활조건(no-slip condition)이라고 한다. 층류와 난류를 구분하는 또다른 방법은 흐름에 교란을 주는 것이다. 교란을 주었을 때 흐름이 점성에 의해 감쇠된다면 층류, 증폭된다면 난류로 구분한다.

## 관수로 내 흐름 변화

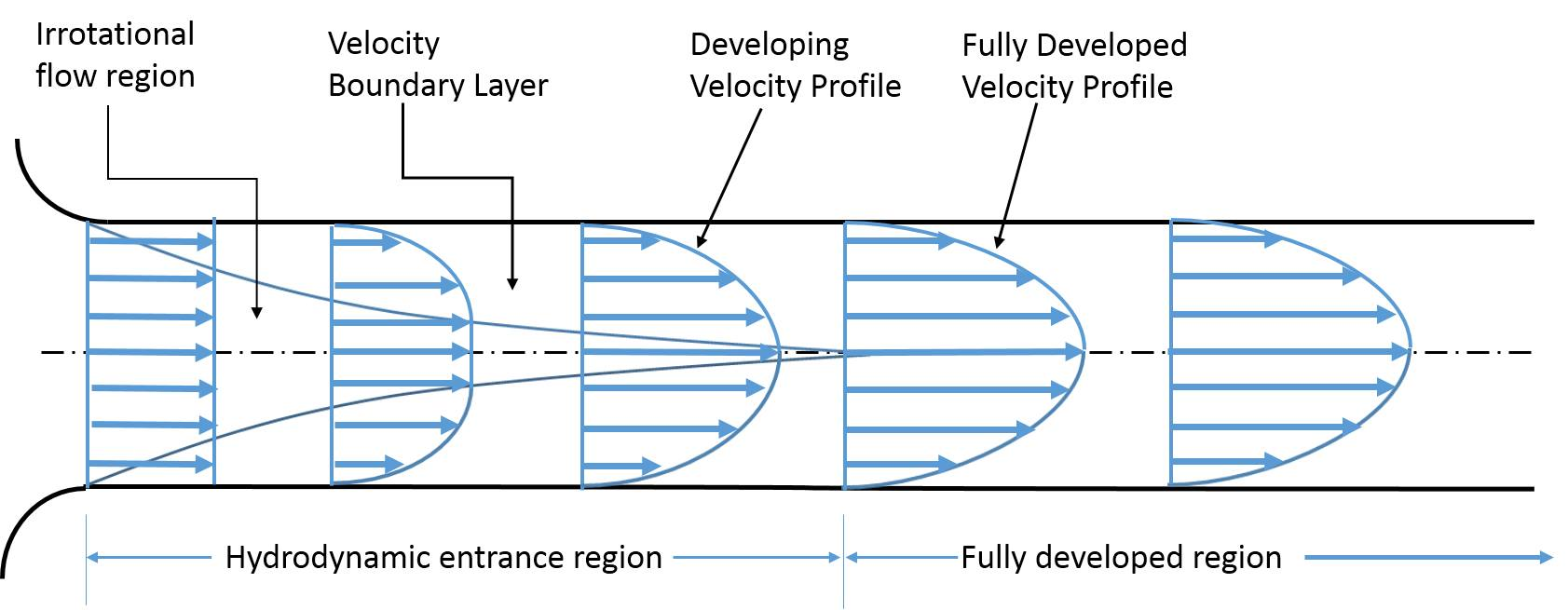
관 입구에서는 유속이 일정한 흐름 형상을 보이다가, 점차 관벽과의 마찰로 인해 핵(core)부분이 사라지고 완전 발달한(fully developed) 흐름으로 변하게 된다. 관 입구에서 완전 발달 흐름까지의 거리를 발달 거리(entrance length)라고 한다

어떤 넓은 수조에서 관수로로 흘러 들어가는 물에 대해 생각해보자. 관수로 입구에서는 흐름 형상이 유속이 모두 일정한 모습을 띌 것이다. 그러다가 관벽과의 마찰, 즉 점성에 의해 관과 접한 부분은 유속이 0이 되고 관벽의 영향을 받지 않는 중앙부의 평활화된 부분은 점성의 영향을 받지 않아 흐름이 가속화될 것이다. 그리고 점점 하류로 갈수록 흐름 형상에서 인접한 층의 속도가 감소되기 시작할 것이다.
최종적으로 관벽의 영향을 받지 않는 부분, 즉 핵(core) 부분은 사라지고 점성에 의해 영향을 받던 가장자리 부분이 만나게 되는데, 이 상태를 완전히 발달된 흐름(fully developed flow)이라고 한다. 관수로의 입구에서부터 완전 발달 흐름이 생기기까지의 거리를 발달 거리(entrance length)라고 한다. 발달 거리 이후에는 유속 분포가 변하지 않고, 벽에서의 전단력도 일정하며, 층류이건 난류이건 상관 없이 선형적인 압력 손실이 발생한다. 발달 거리는 층류, 난류에 상관 없이 레이놀즈 수(Re), 관수로의 직경에 대한 함수로 나타난다. 그러나 두 식이 동일하게 나타나는 것은 아니다.

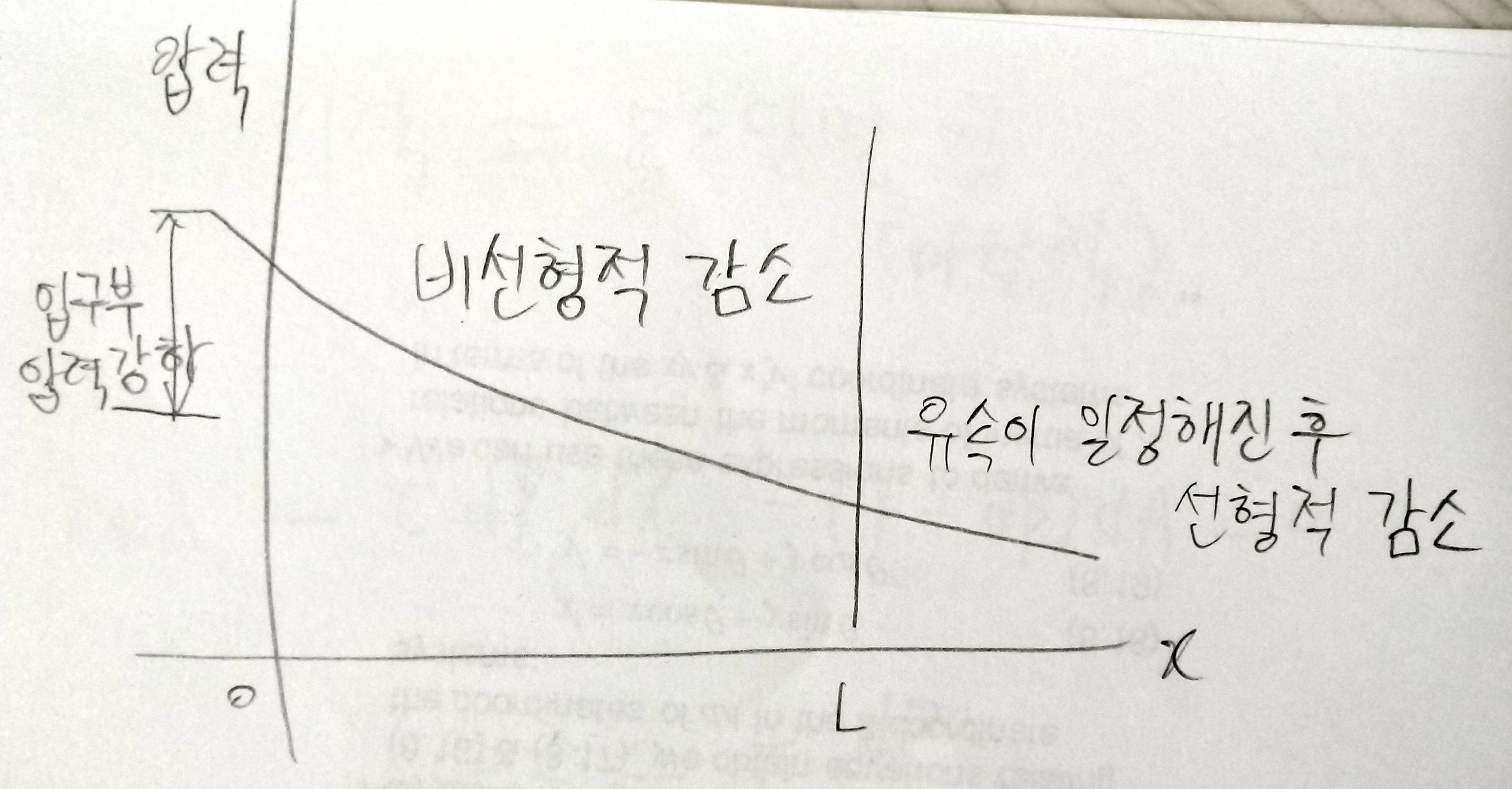
관수로에서 흐름이 진행될수록 압력은 감소

## 관수로의 마찰 손실 수두

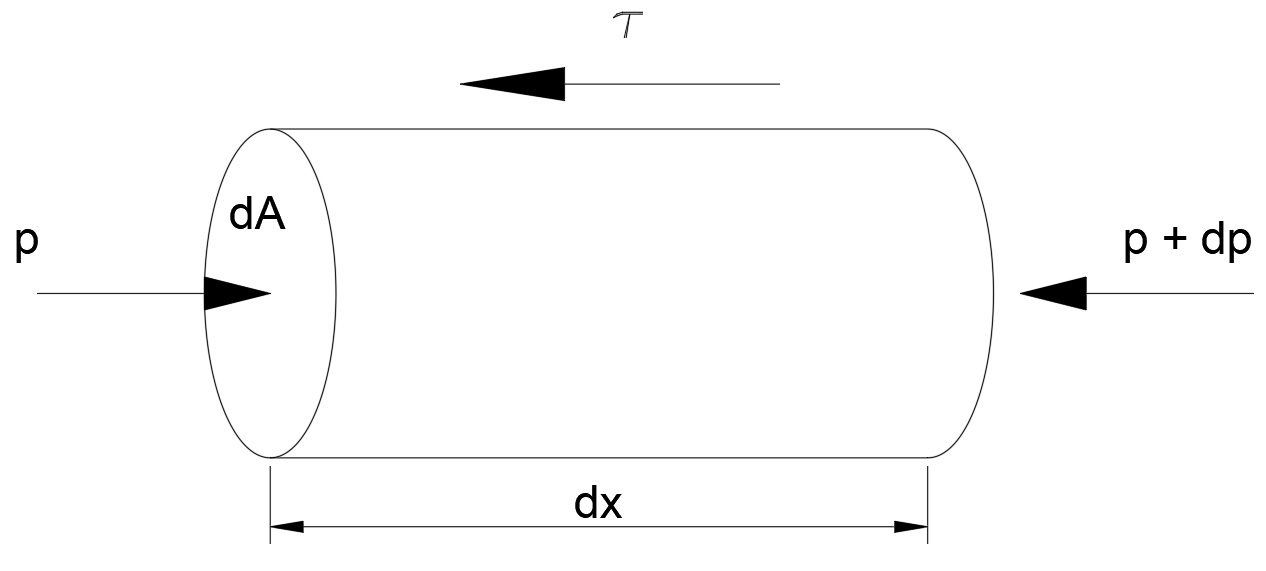
관수로에서 손실 수두를 구하기 위해 미소 요소를 도입

관수로에서 실제 유체 흐름은 점성에 의해 에너지 손실이 생긴다. 이를 손실 수두 hL로 나타내는데, 오른쪽 그림과 같은 관로 내 미소 요소를 도입한 뒤, 베르누이 방정식을 적용하면 다음과 같이 나타낼 수 있다.
{\displaystyle {\frac {v_{1}^{2}}{2g}}+{\frac {p_{1}}{\gamma }}+z_{1}={\frac {v_{2}^{2}}{2g}}+{\frac {p_{2}}{\gamma }}+z_{2}+h_{L}}
수평관이라고 가정한다면, 위치 수두의 차이는 없다(z1=z2) 또한 미소 요소에 흐르는 유량 Q는 일정하고 미소 면적 또한 입구와 출구가 동일하므로 연속 방정식에 의해 v1=v2이다. 따라서 {\displaystyle h_{L}={\frac {p_{1}-p_{2}}{\gamma }}}가 된다.
다음으로 운동량 방정식을 통해 압력 변화를 구해야 한다. {\displaystyle \Sigma F_{x}=\rho Q(v_{2}-v_{1})}에서 v1=v2이므로 {\displaystyle \Sigma F_{x}=0}이다. 즉 x축 방향(흐름 방향)으로 작용하는 알짜힘은 0이 되어야 한다. x축 방향으로 작용하는 힘들에는 dA 면에 작용하는 서로 방향이 다른 압력에 의한 두 힘, 그리고 흐름 방향에 반대 방향으로 저항하는 전단 응력에 의한 힘이 있다. 이를 식으로 나타내면,
{\displaystyle \Sigma F_{x}=pdA-\tau dPdx-(p+dp)dA=0}
여기서 P는 윤변을 의미한다. 구하고자 하는 dp에 대하여 정리하면, {\displaystyle dp=-\tau {\frac {dP}{dA}}dx}가 된다. 이때 경심(R)의 정의에 따라, {\displaystyle R={\frac {dA}{dP}}}이고 이를 대입하면 {\displaystyle dp=-{\frac {\tau }{R}}dx}이다. 이제 전체 단면에 대해 압력 변화를 알기 위해 적분을 한다.
{\displaystyle p_{2}-p_{1}=-{\frac {\tau }{R}}(x_{2}-x_{1})=-{\frac {\tau }{R}}l}
이제 위에서 구했던 손실 수두 식과 지금 구한 식을 손실 수두에 대해 정리하면 관수로에서 손실 수두에 대한 식을 얻을 수 있다.
{\displaystyle h_{L}={\frac {\tau }{\gamma R}}l\qquad \cdots (1)}
이 식은 관 단면이 어떤 형상이든지 적용 가능하다. 또한 층류인지 난류인지에 상관 없이 적용 가능하다.

### Darcy-Weisbach 공식
한편 Darcy-Weisbach에 의하면 마찰 손실 수두는 다음 식을 통해서도 구할 수 있다.여기서 l은 관의 길이이다.
{\displaystyle h_{L}=f\cdot {\frac {l}{D}}\cdot {\frac {V^{2}}{2g}}\qquad \cdots (2)}
f는 마찰계수(무차원)로, 레이놀즈 수(Re)와 상대조도{\displaystyle {\frac {e}{D}}}의 함수이다. (e : 관의 조도(거칠기))
비원형 단면의 손실 수두는, R=D/4의 관계를 이용해서 다음 식으로 구할 수 있다.
{\displaystyle h_{L}=f\cdot {\frac {l}{4R}}\cdot {\frac {V^{2}}{2g}}}

#### 마찰 속도
(1)식에 관 벽에서 전단응력 τ0을 대입한 다음, (2)식을 결합하여 전단응력에 대해 정리해보자.
{\displaystyle {\frac {\tau _{0}l}{\gamma R}}=f{\frac {l}{D}}{\frac {V^{2}}{2g}}}
{\displaystyle \tau _{0}=f{\frac {\gamma R}{D}}{\frac {V^{2}}{2g}}}
단위 중량 {\displaystyle \gamma =\rho g}, R=D/4이므로
{\displaystyle \tau _{0}={\frac {f\rho V^{2}}{8}}\qquad \cdots (3)}
여기서 마찰 속도(u*)라는 개념을 새로 정의할 수 있는데, 우선 (3)식에서 양변을 밀도 ρ로 나누고 루트를 씌워 보자.
{\displaystyle u_{*}={\sqrt {\frac {\tau _{0}}{\rho }}}=V{\sqrt {\frac {f}{8}}}}
우변 항은 f가 무차원 계수이고, V는 속도 차원이다. 따라서 좌변 항도 속도 차원이다. 이 값을 마찰 속도(u*)라고 정의한다.

### Nikuradse의 손실 계수 실험
관수로에서 Darcy-Weisbach 공식을 적용하기 위해선 마찰 계수 f를 알아야 하는데, f는 레이놀즈 수(Re)와 상대 조도{\displaystyle {\frac {e}{D}}}의 함수이므로, 결국 관수로에서 손실 수두를 알기 위해선 흐름 특성과 관의 제원을 알아야 하는 문제가 있다. Nikuradse는 실험을 통해 이들의 관계를 알아내고자 했다. 우측의 그래프로부터, 분홍색 직선은 층류의 경우를 나타낸 것이다. 층류는 관의 조도에 상관 없이 레이놀즈 수(Re)에만 반비례한다.
레이놀즈 수가 층류일 때보다 더 커지면 흐름은 천이 영역과 난류 흐름으로 변하게 된다. 상대 조도{\displaystyle {\frac {e}{D}}}가 작은 경우에는 큰 레이놀즈 수 영역까지, 상대 조도{\displaystyle {\frac {e}{D}}}가 큰 경우에는 그보다 작은 레이놀즈 수 영역까지 천이 영역이 나타난다. 천이 영역에서는 마찰 계수가 레이놀즈 수와 상대 조도 모두의 영향을 받는다. 레이놀즈 수가 더 커져서 천이 영역을 벗어나 난류 영역으로 가면, 마찰 계수 f는 레이놀즈 수와 관계없고 상대 조도에 의해서만 변하는 것을 확인할 수 있다.(그래프 상에서 우측 부분. Re가 커지더라도 마찰 계수 f가 일정하게 되어 수평 구간이 나타난다) 이 구간을 완전 난류 영역이라고 한다.
한편 매끈한 관(smooth pipe)에서는 상대 조도와 관계 없이 마찰 계수 f가 레이놀즈 수만의 함수로 나타난다.
Nikuradse 실험의 한계는 공장에서 생산되는 관의 조도가 실험실에서 인공적으로 관에 모래를 뿌려 만든 조도와는 다르기 때문에 실제 상황에 적용하기는 힘들다는 점이다.

### Moody 선도
인공적으로 조성한 조도를 가지고 실험한 Nikuradse 실험보다 실제의 관에 사용할 수 있도록 만든 도표가 Moody가 제시한 Moody 선도(Moody diagram or Moody chart)이다. Moody 선도는 상업용 관에 널리 사용되고 있는 식인 Colebrook의 경험식을 반복 계산을 통해 이용하기 어렵기 때문에 편의를 위해 도표화한 것이다.

## 관수로의 층류 흐름

### 유속 분포

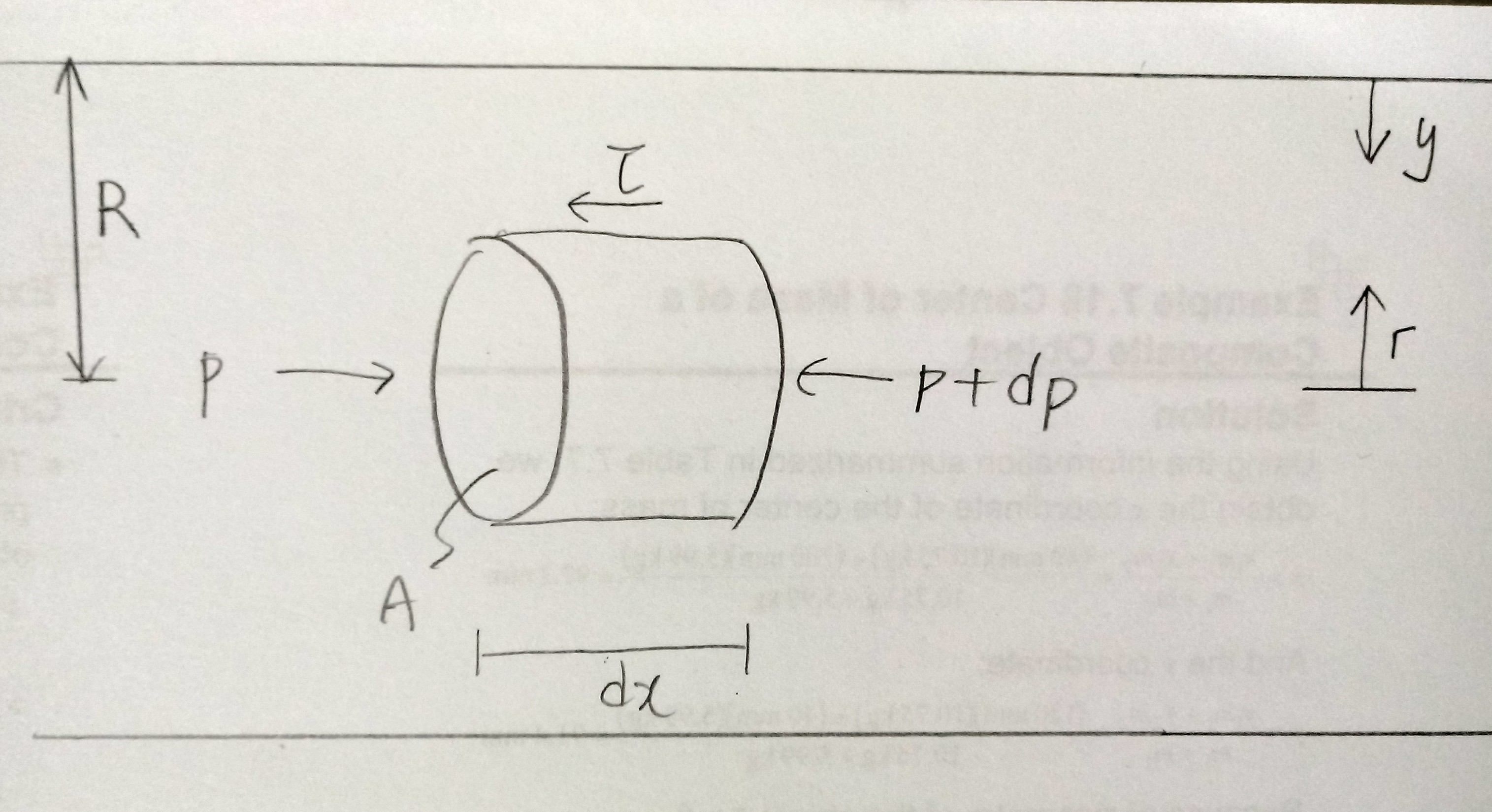
관수로 내 검사체적

관수로 내 완전 발달한 비압축성 층류 흐름에 대한 유속 분포를 구하기 위해 그림과 같은 미소 요소를 도입한다. 미소 요소에 x 방향으로 운동량 방정식을 적용하면 x 방향으로 가속도가 없으므로 알짜힘도 0이다.
{\displaystyle \Sigma F_{x}=0}
{\displaystyle pA-\tau 2\pi rdx-(p+dp)A=0}
전단 응력에 대해 정리하면 {\displaystyle \tau =-{\frac {dp\cdot r}{dx\cdot 2}}}이고, 층류의 점성 법칙에 의해 {\displaystyle \tau =\mu {\frac {du}{dy}}}이다. y=R-r이고 dy=-dr이므로 뉴턴의 점성 법칙 즉, {\displaystyle \tau =-\mu {\frac {du}{dr}}}이다.
전단 응력에 대해 정리한 식과 점성 법칙을 결합하면
{\displaystyle {\frac {du}{dr}}={\frac {1}{2\mu }}{\frac {dp}{dx}}r}이고, 압력 경사 dp/dx는 r과 무관하므로 상수로 취급하고 식을 적분한다.
{\displaystyle u={\frac {1}{4\mu }}{\frac {dp}{dx}}r^{2}+C}
상수 C를 구하기 위해 관과 접하는 부분(r=R)에서의 유속을 생각해보면 u=0이다. 대입 후 식을 정리하면 포물선의 유속 분포는 다음과 같다.
{\displaystyle u=-{\frac {1}{4\mu }}{\frac {dp}{dx}}R^{2}\left(1-{\frac {r^{2}}{R^{2}}}\right)\qquad \cdots (4)}
수평관의 경우 {\displaystyle {\frac {dp}{dx}}={\frac {p_{2}-p_{1}}{l}}=-{\frac {\gamma h_{L}}{l}}}이므로
{\displaystyle u={\frac {\gamma h_{L}}{4\mu l}}R^{2}\left(1-{\frac {r^{2}}{R^{2}}}\right)\qquad \cdots (5)}이고, 이 식으로 표현되는 층류를 하겐-푸아죄유(Hagen-Poiseuille) 흐름이라고 한다.

### 최대 유속
관수로에서는 관 중심에서 유속이 최대이다. 즉 r=0일 때, u=umax이다. (4), (5)식에 대입하면
{\displaystyle u_{max}=-{\frac {1}{4\mu }}{\frac {dp}{dx}}R^{2}}
{\displaystyle u_{max}={\frac {\gamma h_{L}}{4\mu l}}R^{2}}
따라서 관수로에서 층류 유속 분포 식 (5)를 umax로도 나타낼 수 있다.
{\displaystyle u=u_{max}\left(1-{\frac {r^{2}}{R^{2}}}\right)}

### 평균 유속
평균 유속을 구하기 위해 유량을 먼저 구한다.
{\displaystyle {\begin{aligned}Q&=\int _{A}udA=\int _{0}^{R}u_{max}\left(1-{\frac {r^{2}}{R^{2}}}\right)2\pi rdr\\&={\frac {1}{2}}u_{max}\pi R^{2}\\\end{aligned}}}
{\displaystyle V={\frac {Q}{A}}={\frac {1}{2}}u_{max}}
식으로부터 관수로의 평균 유속은 관 중심에서 최대 유속의 절반이 됨을 알 수 있다.

### 마찰손실계수
umax=2V이므로 {\displaystyle u_{max}={\frac {\gamma h_{L}}{4\mu l}}R^{2}}에 대입하면 {\displaystyle V={\frac {\gamma h_{L}}{8\mu l}}R^{2}}이다. R=d/2를 식에 대입하고 손실 수두 hL에 대해 정리하면 다음과 같다.
{\displaystyle h_{L}={\frac {64\mu }{\rho Vd}}{\frac {l}{d}}{\frac {V^{2}}{2g}}}
이를 Darcy-Weisbach 식과 비교하면 마찰손실계수 {\displaystyle f={\frac {64\mu }{\rho Vd}}={\frac {64}{Re}}}이다. 앞서 마찰손실계수 실험에서 층류의 경우 마찰손실계수는 관의 조도와 상관 없이 레이놀즈 수에만 영향을 받는다고 하였는데, 유도된 식에서도 같은 결론을 얻을 수 있다.

## 관수로의 난류 흐름

### 유속 분포
관수로 내 유속 분포를 알기 위해서, 프란틀(Prandtl)의 혼합 거리 이론에서부터 출발한다.
{\displaystyle \tau =\rho \kappa ^{2}y^{2}\left({du \over dy}\right)^{2}}
혼합 거리에 관한 프란틀(Prandtl)의 가정에 의하면 벽 근방에서의 전단응력은 벽면 전단 응력과 동일한 값을 갖는다. 따라서 {\displaystyle \tau =\tau _{0}}이다. 혼합 거리 이론 식을 {\displaystyle {du \over dy}}에 대해 정리하는데, 마찰속도 {\displaystyle u_{*}={\sqrt {\frac {\tau }{\rho }}}}임을 이용해서 전단 응력을 마찰 속도로 나타낸다면,
{\displaystyle {du \over dy}={\sqrt {\frac {\tau _{0}}{\rho \kappa ^{2}y^{2}}}}={\frac {u_{*}}{\kappa y}}}
적분하면 다음 식과 같이 된다.
{\displaystyle u={\frac {u_{*}}{\kappa }}lny+C\qquad \cdots (6)}
이 식은 관 벽의 상태를 전혀 가정하지 않고 유도한 식이므로 매끈한 관이건 거친 관이건 모두 적용할 수 있는 기본식이다.

### 관 중심선 유속
층류에서 유속 분포를 구할 때 썼던 좌표계를 여기서도 도입한다. 관 중심에서부터 관 벽까지의 거리를 r, 관 벽에서부터 관 중심까지의 거리를 y, 관의 반경을 R이라 한다면, 앞서 유도한 관수로 내 난류흐름 기본식으로부터 적분상수 C를 다음과 같이 표현할 수 있다. y=R에서 u=u*이므로, {\displaystyle C=u_{c}-{\frac {u_{*}}{\kappa }}lnR}. 이를 관수로 내 난류 흐름 기본식에 대입하면
{\displaystyle u={\frac {u_{*}}{\kappa }}lny+u_{c}-{\frac {u_{*}}{\kappa }}lnR}
{\displaystyle {\frac {u_{c}-u}{u_{*}}}={\frac {1}{\kappa }}ln{\frac {R}{y}}}
이제 양변에 {\displaystyle 2\pi (R-y)dy}를 곱하여 적분한다.
좌변 식은
{\displaystyle {\begin{aligned}{\frac {2\pi }{u_{*}}}\int _{0}^{R}(u_{c}-u)(R-y)dy&={\frac {2\pi }{u_{*}}}\int _{0}^{R}(u_{c}-u)r(-dr)\\&=-{\frac {2\pi }{u_{*}}}\int _{0}^{R}(u_{c}-u)rdr\\\end{aligned}}}
여기서 {\displaystyle V={\frac {1}{A}}\int _{A}udA={\frac {1}{\pi R^{2}}}\int _{0}^{R}u\cdot 2\pi rdr={\frac {2}{R^{2}}}\int _{0}^{R}urdr}이므로 {\displaystyle \int _{0}^{R}urdr={\frac {VR^{2}}{2}}}이다. 이것을 위 식에 대입하여 정리하면,
{\displaystyle {\text{좌 변  식}}=-{\frac {\pi }{u_{*}}}(u_{c}-V)R^{2}}
이제 우변을 적분한다.
{\displaystyle \int _{0}^{R}{\frac {1}{\kappa }}ln{\frac {R}{y}}\times 2\pi (R-y)dy={\frac {2\pi }{\kappa }}\int _{0}^{R}ln{\frac {R}{y}}(R-y)dy}
{\displaystyle t={\frac {y}{R}}}로 치환적분한다. {\displaystyle dt={\frac {1}{R}}dy}이므로,
{\displaystyle {\text{우 변  식}}={\frac {2\pi }{\kappa }}\int _{0}^{1}ln{\frac {1}{t}}(1-t)R^{2}dt={\frac {2\pi R^{2}}{\kappa }}\int _{0}^{1}(1-t)ln{\frac {1}{t}}dt}
이를 {\displaystyle \pi R^{2}B}라고 하자. {\displaystyle B={\frac {2}{\kappa }}\int _{0}^{1}(1-t)ln{\frac {1}{t}}dt=3.75}이다. κ는 Karman의 범용 상수로써, 0.4이다.
좌변 식과 우변 식을 정리하면,
{\displaystyle V=u_{c}-3.75u_{*}=u_{c}-3.75V{\sqrt {\frac {f}{8}}}}
최종적으로 관 중심선 유속 uc와 평균 유속 V의 관계를 얻을 수 있다.
{\displaystyle u_{c}=V\left(1+3.75{\sqrt {\frac {f}{8}}}\right)}
실험에 의하면, 상수 3.75보다 4.07이 더 잘 맞는 것으로 나타나, 식을 다음과 같이 수정한다.
{\displaystyle u_{c}=V\left(1+4.07{\sqrt {\frac {f}{8}}}\right)}
이 식은 관의 상태에 대해 전혀 가정하지 않고 시작했으므로, 거친 관이든 매끈한 관이든 사용할 수 있다.

### 매끈한 관과 거친관
매끈한 관과 거친 관의 구분은 간단치 않으나, 다음과 같은 기준으로 구분한다.
- 매끈한 관 : {\displaystyle {\frac {u_{*}e}{\nu }}<5\quad \left({\frac {e}{\delta }}<{\frac {1}{4}}\right)}
- 천이 영역 : {\displaystyle 5<{\frac {u_{*}e}{\nu }}<70\quad \left({\frac {1}{4}}<{\frac {e}{\delta }}<6\right)}
- 완전히 거친 관 : {\displaystyle 70<{\frac {u_{*}e}{\nu }}\quad \left(6<{\frac {e}{\delta }}\right)}

#### 매끈한 관에서의 난류 흐름

##### 유속 분포
실험에 따르면 관벽 근처에서만 적용하던 (6)번 식은 관 중심에서도 유효하다. 따라서
{\displaystyle {\begin{aligned}{\frac {u_{c}-u}{u_{*}}}&={\frac {1}{\kappa }}\ln {\frac {R}{y}}\\&={\frac {1}{0.4\log e}}\log {\frac {R}{y}}\\&=-5.75\log {\frac {y}{R}}\end{aligned}}}
매끈한 관에서는 점성의 작용이 탁월하여 무차원량 {\displaystyle {\frac {u_{*}y}{\nu }}}를 이용하여 식을 변형할 수 있다.
{\displaystyle {\frac {u}{u_{*}}}={\frac {u_{c}}{u_{*}}}+5.75\log {\frac {\nu }{u_{*}R}}+5.75\log {\frac {u_{*}y}{\nu }}}
실험에 의하면 우변의 첫번째, 두번째 항의 값은 5.5이다.
{\displaystyle \therefore {\frac {u}{u_{*}}}=5.5+5.75\log {\frac {u_{*}y}{\nu }}\qquad \cdots (7)}
이 식은 완전 난류 영역에서는 잘 맞으나, {\displaystyle {\frac {u_{*}y}{\nu }}}가 작은 영역에서는 실험 결과와 잘 맞지 않는다. 이는 벽면 근처에서는 점성이 지배적이어서 층류 상태가 되므로(층류 저층) (6)번 식이 성립하지 않기 때문이다. 이때는 뉴턴의 점성 법칙을 이용해 식을 다시 만들어주어야 한다. 층류 저층에서의 유속 분포는 {\displaystyle \tau =\tau _{0}=\mu {\frac {du}{dy}}}이므로 다음 식으로 나타난다.
{\displaystyle {\frac {u}{u_{*}}}={\frac {u_{*}y}{\nu }}}

##### 마찰손실계수
매끈한 관에서의 난류 유속 분포식(7)에서 y=d/2이고 난류의 관 중심선 유속 {\displaystyle u_{c}=V\left(1+4.07{\sqrt {\frac {f}{8}}}\right)}, 마찰 속도 {\displaystyle u_{*}=V{\sqrt {\frac {f}{8}}}}이므로, 이를 정리하면 난류에서의 마찰손실계수를 구할 수 있는 식이 된다. 실험값에 의해 보정해준 최종 식은 다음과 같이 나타난다. 매끈한 관에서의 마찰계수 f는 레이놀즈 수(Re)만의 함수로 나타남을 알 수 있다.
{\displaystyle {\frac {1}{\sqrt {f}}}=2.0\log(Re{\sqrt {f}})-0.80}

#### 거친 관에서의 난류 흐름

##### 유속 분포
관수로의 난류 유속 분포식 (6)번에 의하면 {\displaystyle {\frac {u_{c}-u}{u_{*}}}=5.75\log {\frac {R}{y}}}이다. 거친 관에서는 매끈한 관과 다르게 흐름을 지배하는 인자가 점성이 아니라 관의 조도이다. 따라서 동점성계수 ν보다 관의 조도 e를 이용해 식을 변형한 뒤 실험값을 통해 보정하면 다음 식과 같이 된다.
{\displaystyle {\frac {u}{u_{*}}}=8.5+5.75\log {\frac {y}{e}}}
이 식과 조도 실험의 결과를 비교해서 결정하는 e값을 상당 조도(equivalent roughness) 또는 평균 조도라고 부른다.

##### 마찰손실계수
거친관에서의 난류 유속 분포 식에 매끈한 관에서와 마찬가지 방법으로 식을 정리한 후, 실험 결과를 통해 보정하면 다음 식을 얻는다.
{\displaystyle {\frac {1}{\sqrt {f}}}=2.0\log {\frac {d}{e}}+1.14}
거친 관에서의 마찰손실계수는 레이놀즈 수(Re)와는 무관하고 상대 조도(e/d)와만 관계 있음을 알 수 있다.

## 관수로의 평균 유속 경험식
Darcy-Weisbach 공식에서 손실수두 hL과 마찰계수 f를 알면 평균 유속 V를 구할 수 있으나, f가 주어지지 않으면 시행착오법을 통해 구할 수밖에 없는 번거로움이 있다. 따라서 좀더 간편하고 실용적인 방법으로 평균유속을 구하는 방법이 생겼다. 매닝 공식(Manning  formula), Chezy 공식, Hazen-Williams 공식은 모두 경험식으로, 평균유속을 구하는 간편한 방법들이다.

### Manning 공식
n은 조도 계수, R은 경심, I는 동수 경사라 할 때, {\displaystyle V={\frac {1}{n}}R^{\frac {2}{3}}I^{\frac {1}{2}}}
조도 계수(coefficient of roughness) n은 관 벽의 거친 정도를 나타내는 계수이며, 다음 표와 같이 주어진다.
| 재료             | n           | 재료             | n           |
| ---------------- | ----------- | ---------------- | ----------- |
| 염화비닐관(신품) | 0.009~0.012 | 연철관           | 0.012~0.014 |
| 놋쇠관, 유리관   | 0.01~0.012  | 도금한 연철관    | 0.013~0.015 |
| 용접, 강관       | 0.01~0.013  | 콘크리트관(활면) | 0.012~0.013 |
| 칠한 주철관      | 0.01~0.013  | 콘크리트(조면)   | 0.014~0.016 |
| 주철관(신품)     | 0.012~0.014 | 흄관             | 0.011~0.014 |
| 낡은 주철관      | 0.014~0.018 |                  |             |

조도 계수와 마찰손실계수 f의 관계는 다음 식과 같이 나타난다.
{\displaystyle f={\frac {12.7gn^{2}}{D^{\frac {1}{3}}}}={\frac {124.6n^{2}}{D^{\frac {1}{3}}}}(m\cdot sec)}

### Chezy 공식
개수로, 관수로에 사용. {\displaystyle V=C{\sqrt {RI}}} 여기서 C는 평균 유속 계수이며, 다음 식과 같다. {\displaystyle C={\frac {1}{n}}R^{\frac {1}{6}}={\sqrt {\frac {8g}{f}}}} (g는 중력가속도, f는 마찰 손실 계수이다)

### Hazen-Williams 공식
v = 0.84935 C R0.63 I0.54 = 0.35464 C D0.63 I0.54
C: Hazen-Williams 계수
R: 동수반경({\displaystyle R={\frac {A}{P}}})
I: 동수경사({\displaystyle I={\frac {{\text{마 찰  손 실 수 두 }}h_{L}}{{\text{관  길 이 }}l}}})

## 소손실
관수로에서 마찰에 의한 손실이 아닌, 와(vortex, 渦), 단면의 변화, 흐름 방향의 변화, 만곡부에서의 2차류(secondary flow), 경계층(boundary layer)의 발달에 의해 발생하는 손실을 소손실 또는 형상 손실, 부차적 손실이라고 한다. 마찰에 의한 주손실에 비해 크기가 작기 때문에 소손실이라고 부른다. 그러나 항상 주손실보다 작은 것은 아니고, 부분적으로 열린 밸브 손실은 마찰 손실보다 클 수 있다.
소손실 수두는(loss head due to minor loss)는 다음 식으로 나타낸다.
{\displaystyle h_{m}=f_{m}{\frac {V^{2}}{2g}}}
소손실의 종류가 어떤 것인가에 따라 소손실 계수(또는 부차손실계수, coefficient of minor loss, fm)가 달라진다. 식의 형태는 기본적으로 위 식과 동일하다.
Darcy-Weisbach 공식을 이용하여 부차적 손실을 나타낼 수도 있다. 이때 관의 길이는 등가길이(equivalent length)라고 하며, le로 표시한다.
{\displaystyle h_{m}=f{\frac {l_{e}}{d}}{\frac {V^{2}}{2g}}}
이것을 달리 표현하면, 부차적 손실이 생기는 만큼을 관의 길이를 늘려주어서 주손실로만 나타내는 것이다. 위의 두 식을 결합하면 등가길이에 대한 식을 얻을 수 있다.
{\displaystyle l_{e}={\frac {f_{m}d}{f}}}

### 단면 급축소 손실
단면이 급격하게 축소될 때, 즉 관 단면적이 A1에서 A2인 관으로 변할 때, 흐름이 바로 A2만큼 채워지지 않고 중간에 단면이 Ac인 '축류부'가 생기게 된다. 단면 급축소 손실은 다음과 같다.
{\displaystyle h_{sc}=\left({\frac {A_{1}}{A_{c}}}-1\right)^{2}{\frac {V_{2}^{2}}{2g}}}
입구 손실
큰 수조나 저수지, 호수로부터 작은 관으로 물이 흘러들어갈 때 손실이 발생하는데 이를 입구 손실(loss due to entrance)라 하고, 입구 손실 수두를 {\displaystyle h_{e}=f_{e}{\frac {V^{2}}{2g}}}로 나타낸다. 입구 손실 계수는 일반적으로 fe=0.5이다. 입구 손실은 단면 급축소 손실의 극단적인 예이다.

### 단면 급확대 손실
단면이 급격하게 확대될 때, 즉 관 단면적이 A1에서 A2인 관으로 변할 때, 단면 급확대 손실은 다음과 같다.
{\displaystyle h_{se}=\left(1-{\frac {A_{1}}{A_{2}}}\right)^{2}{\frac {V_{1}^{2}}{2g}}}
출구 손실
출구 손실(exit loss)은 단면 급확대 손실의 극단적인 예로, 일반적으로 출구 손실 계수 f0=1.0이다.

## 관수로의 종류
관수로는 관로의 연결 상태에 따라 단일 관수로, 병렬 관수로, 다지 관수로로 분류한다. 단일 관수로는 두 개의 수조나 저수지를 관 하나가 연결한 것을 말한다. 병렬 관수로(parallel pipe line)는 두 개의 수조나 저수지를 중간에 두개로 분기했다가 합쳐지는 관, 혹은 아예 두 개의 관으로 연결하는 경우를 말한다. 다지 관수로(branching pipe line)는 여러 개의 관이 서로 다른 수조나 저수지에 연결된 경우를 말한다.

### 단일관수로
단일관수로에는 등단면 관수로, 부등단면 관수로, 사이펀이 있다.

#### 등단면 관수로 해석
등단면 관수로는 입구손실, 주손실, 출구손실만 고려해주면 된다.
{\displaystyle H=\left(f{\frac {l}{d}}+f_{e}+f_{o}\right){\frac {V^{2}}{2g}}}

#### 부등단면 관수로 해석
수조 A에서 B로 가는 부등단면 관수로에 대하여 각 수조의 수면에서 베르누이 방정식을 적용한다면 총 수두 H는 다음과 같다. 관로는 A에서 직경 d1, 길이 l1, 조도 e1으로 뻗어나가다가 중간에 단면 급축소가 일어나 직경 d2, 길이 l2, 조도 e2인 관으로 변한다고 하자. 단면 급축소손실 계수를 fsc라고 할 때,
{\displaystyle H=f_{e}{\frac {V_{1}^{2}}{2g}}+f_{1}{\frac {l_{1}}{d_{1}}}{\frac {V_{1}^{2}}{2g}}+f_{sc}{\frac {V_{2}^{2}}{2g}}+f_{2}{\frac {l_{2}}{d_{2}}}{\frac {V_{2}^{2}}{2g}}+f_{o}{\frac {V_{2}^{2}}{2g}}}
연속 방정식에 의해, {\displaystyle V_{1}=\left({\frac {d_{2}}{d_{1}}}\right)^{2}V_{2}}이므로 위 식은 다음과 같이 된다.
{\displaystyle H=\left[f_{e}\left({\frac {d_{2}}{d_{1}}}\right)^{4}+f_{1}{\frac {l_{1}}{d_{1}}}\left({\frac {d_{2}}{d_{1}}}\right)^{4}+f_{sc}+f_{2}{\frac {l_{2}}{d_{2}}}+f_{0}\right]{\frac {V_{2}^{2}}{2g}}}
부등단면 관수로의 해석은 간단한 경우도 있지만(관의 직경 d, 관 길이 l, 관의 조도 e, 유량 Q가 주어질 때 총 손실 H를 구하는 경우), 쉽게 해석하기 곤란한 경우도 있다.(관의 직경 d, 관 길이 l, 관의 조도 e, 총 손실 H가 주어질 때 유량 Q를 구하는 경우)
부등단면 관수로 해석에서 후자의 경우 세 가지 방법을 통해 유량 Q를 구할 수 있다. 시행착오법은 흐름을 완전 난류로 가정한 후, e/d값과 무디 도표로부터 마찰계수 f를 구한 뒤, 주어진 총 손실 H와 f를 이용해 평균 유속 V를 구하고, 레이놀즈 수 Re를 구한 다음, e/d를 이용하여 다시 f를 구하는 과정을 반복, 초기 가정치 f와 결과값 f를 비교하여 두 값이 일치할 때까지 진행하는 방법이다. f의 계산이 끝나면 평균 유속 V를 결정할 수 있고, 관의 직경 d가 주어졌다고 하였으므로 유량 Q도 결정할 수 있다.(Q=AV) 한편 Manning의 조도계수 n이 주어진다면 마찰계수와 n의 관계를 이용하여 손쉽게 f를 구하여 유량 Q를 계산할 수도 있다.{\displaystyle \left(f={\frac {124.6n^{2}}{D^{\frac {1}{3}}}}(m\cdot sec)\right)}
두번째 방법은 도식해법으로, 마찰계수를 가정하는 것이 아니라 적당한 수의 유량 Q를 가정하고, Q에 따른 총 수두손실 H의 관계를 그래프로 그려서 해결하는 방법이다. 주어지는 총 손실 H값을 그래프 상에 대입해 본다면 구하고자 하는 유량 Q를 알 수 있게 된다. 단면 변화가 많은 경우 시행착오법보다 효과적이다.
세번째 방법은 등가길이관(equivalent length pipe)을 이용하는 것이다. 단면이 서로 다른 두 관을 비교할 때, 같은 유량에서 동일한 수두손실을 나타낸다면 두 관은 등가길이를 갖게 된다. 이때 두 관에 부차적 손실이 있는 경우 부차적 손실을 이에 해당하는 관의 길이로 바꾸어서 각 관의 길이에 더해주어야 한다.{\displaystyle \left(l_{e}={\frac {f_{m}d}{f}}\right)} 그 다음 같은 단면적의 관으로 바꿔준 다음 Darcy-Weisbach 공식으로 평균 유속 V와 Q를 구할 수 있다. 이를 식으로 나타낸다면 1번 관을 2번관으로 바꿔준다고 할 때,
{\displaystyle l_{e}={\frac {f_{1}}{f_{2}}}\left({\frac {d_{2}}{d_{1}}}\right)^{5}(l_{1}+l_{e_{1}})}
{\displaystyle H=f_{2}{\frac {l_{2}+l_{e_{2}}+l_{e}}{d_{2}}}{\frac {V^{2}}{2g}}}

## 같이 보기
- 개수로

## 참고 문헌
- 노재식; 한웅규; 정용욱 (2016). 《토목기사 상하수도공학》. 한솔아카데미. ISBN 9791156562344.
- 송재우 (2012). 《수리학》 3판. 구미서관. ISBN 978-89-8225-857-2.
- 김경호 (2010). 《수리학》 1판. 한티미디어. ISBN 978-89-6421-019-2.
- 고영하; 권혁칠; 조성갑; 정운철 (2012). 《유체역학》 1판. 북스힐. ISBN 89-5526-286-8.
- Clayton T. Crowe; Donald F. Elger; Barbara C. Williams; John A. Roberson (2012). 《유체역학》 9판. 한티미디어. ISBN 978-89-6421-015-4.
- 이재수 (2018). 《수문학》 2판. 구미서관. ISBN 9788982252914.
- 임진근 외 (2015). 《토목기사 필기 과년도 - 수리수문학》. 성안당.
- 전일권 (2009). 《수리학》. 동화기술.